# Colonel Parker
Pour les articles homonymes, voir Parker et Kuijk.
Andreas Cornelis van Kuijk, dit Thomas Andrew Parker, Tom Parker ou « Colonel Parker », est un impresario  néerlandais, né le 26 juin 1909, probablement à Bréda (Pays-Bas), et mort le 21 janvier 1997 à Las Vegas (Nevada). Il a notamment été l'impresario exclusif d'Elvis Presley.
Entré illégalement aux États-Unis en 1929 à l'âge de 20 ans, il change de nom et dissimule son passé. Il commence à travailler dans les fêtes foraines et parcourt les routes au sein d'un cirque itinérant de la Royal American Shows (en) pendant les années 1930 de la Grande Dépression. En 1938, il se lance dans la musique en reprenant la carrière du crooner Gene Austin, ancienne vedette sur le déclin, puis s'occupe des chanteurs de country Eddy Arnold, Hank Snow et Tommy Sands. En 1948, il reçoit le titre honorifique de « colonel », qu'il utilisera toute sa vie, de la part de Jimmie Davis, élu gouverneur de Louisiane, en remerciement pour son travail pendant sa campagne électorale,.
En 1955, après 17 ans d'expérience comme imprésario de musiciens, il entend parler d'un jeune chanteur nommé Elvis Presley. Réalisant son potentiel par l'effervescence qu'il provoque, il s'arrange pour l'intégrer dans la tournée de Hank Snow et réussit à devenir son manager exclusif le 26 mars 1956 après l'expiration de son contrat avec Bob Neal (en) qui n'avait pas réalisé toute la valeur d'Elvis. Il négocie le rachat de son engagement chez Sun Records, un petit label musical, pour le faire passer chez RCA, à l'échelle nationale, ce qui sera à l'origine de sa percée commerciale avec Heartbreak Hotel, son sixième single. Il fait de lui l'un des artistes les plus connus au monde et touche près de 50 % de l'argent qui rentre, un chiffre sans précédent pour un manager musical.
Il négocie des contrats lucratifs pour Elvis et ses apparitions dans les médias, tout en influençant également ses choix dans sa vie personnelle, tels que sa décision de partir au service militaire en 1958 et son mariage avec Priscilla Beaulieu en 1967. Selon le désir d'Elvis qui veut être acteur, il fait tourner son 'poulain' dans de nombreux films musicaux à Hollywood durant les années 1960, dont la qualité et le succès déclinent progressivement. Elvis abandonne alors le cinéma et fait son retour comme chanteur en 1968 lors d'une émission télévisée spéciale et reprend les tournées avant de s'installer à l'International Hotel de Las Vegas. L'influence du colonel Parker sur lui diminue au cours des années suivantes, mais il continue à exercer ses fonctions de manager jusqu'à la mort d'Elvis en 1977.
Parker gère par la suite l'héritage d'Elvis tout en ayant des démêlés judiciaires avec la famille du chanteur. Ayant déjà vendu les droits des premiers enregistrements de Presley à RCA, il a du mal à obtenir un revenu stable et sa situation financière se détériore après avoir subi d'importantes pertes de jeu. Il passe ses dernières années à Las Vegas, avec une santé déclinante, jusqu'à sa mort en 1997. Après une carrière qui lui avait permis de gagner plus de 100 millions $ durant sa vie, sa fortune valait à peine 1 million $ à son décès.

## Biographie

### Débuts aux États-Unis
Andreas Cornelis van Kuijk serait né le 26 juin 1909 à Bréda aux Pays-Bas. S'il lui plaisait d'utiliser le titre de « colonel », Parker ne l'était en vérité pas du tout : à 20 ans, sans doute après avoir matraqué et tué une femme (ce crime n'ayant jamais été élucidé), il s'enfuit, sans un « au-revoir » à sa famille, sans emporter le moindre bien, sur un cargo en partance pour les États-Unis, et se fait embaucher comme aide-cuisinier. Il prend le nom de « Tom Parker », celui de l'officier qui l'a enrôlé dans l'armée américaine, pour dissimuler le fait qu'il était un immigrant illégal.
Il commence ainsi sa vie professionnelle dans la marine marchande, avant d'entrer comme « aboyeur » de cirque chez le grand Barnum.
Il fonde ensuite sa propre société de cirque, la Great Parker Pony Circus. En Floride, à Tampa, il devient aussi directeur de cirque pour le Royal American Shows, l'ancêtre des cirques ambulants.

### Manager
On ne sait pas exactement comment il est entré dans le monde fermé du spectacle ni comment il est arrivé à être impresario. En 1939, Tom Parker assume pour la première fois le rôle de manager, pour le chanteur country Gene Austin. Il s'occupe aussi de protection des animaux, avant tout parce que la SPA locale lui offre un logement et un salaire.
En 1944, il devient l'agent du chanteur de country Eddy Arnold qui connaît alors un grand succès. Parker prend un quart des revenus d'Arnold. À partir de janvier 1955, il s'occupe également de la carrière de Hank Snow, chanteur de country-western, alors très en vogue. Parker essaye de placer Arnold à Hollywood, sans succès. Mais en août 1955, lors du grand show de musique country Grand Ole Opry, Snow et Parker, cherchant un nouveau talent pour ouvrir leurs spectacles, découvrent le jeune Elvis Presley.

### Rencontre avec Elvis Presley

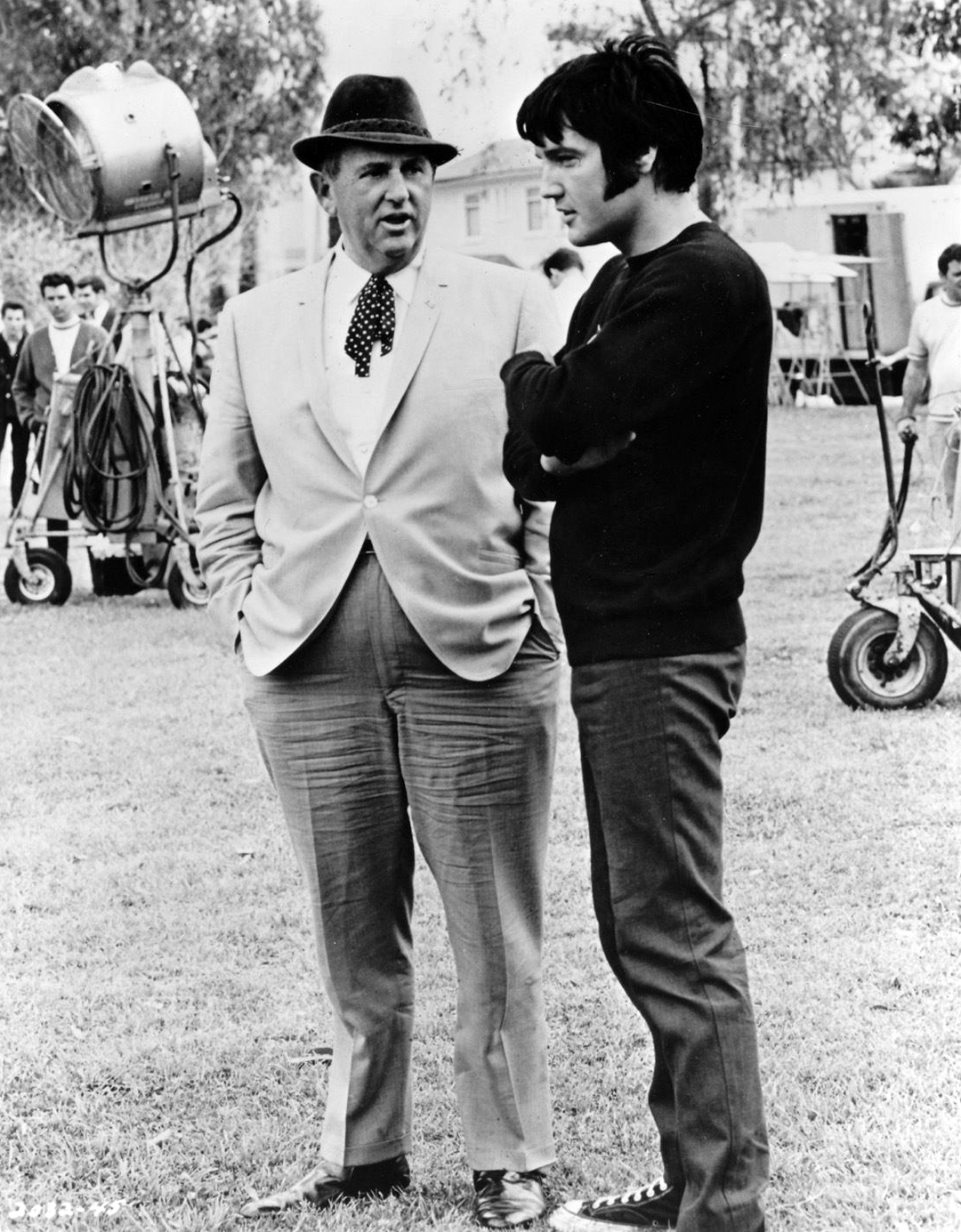
Le « colonel Parker » et Elvis Presley en 1969.

Lorsqu'il voit pour la première fois sur scène le jeune Elvis Presley, âgé de dix-neuf ans, Parker décide de devenir son impresario.
Parker demande au chanteur Jimmy Rodgers Snow, alors en tournée avec Elvis, un rapport complet sur ce jeune chanteur. C'est Oscar Davis, appelé « Le Baron », qui va lui permettre d'approcher Elvis. Après la lecture du rapport, Parker se met en tête de tout faire afin de s'occuper exclusivement d'Elvis Presley. Celui-ci est alors sous contrat au studio Sun Records de Memphis (Tennessee), dont le patron est Sam Phillips.
Dans un premier temps, Parker fait entrer son assistant Bob Neale dans la vie du futur King, afin de préparer le terrain. Parker signe le 26 mars 1956 avec Elvis un contrat d'exclusivité portant sur dix ans. Entre-temps, Parker a démarché les maisons de disques et a décroché avec la RCA un contrat. Elvis reçoit 120 000 dollars et Parker paie alors 35 000 dollars à Sam Phillips pour racheter son contrat avec Elvis. Tom Parker devient l'impresario exclusif du jeune Elvis.

### Le succès
Dès la première année, Elvis Presley et « le colonel » vont frapper fort. Disques d'or ou de platine vont se succéder, les États-Unis vont découvrir Elvis à la télé nationale, et Parker entre par la grande porte à Hollywood où Elvis joue son premier film, Love me Tender. 
En un an seulement, Elvis est devenu ce que Parker souhaitait, une star nationale. Grâce à son travail d'agent efficace, Elvis a connu un bond extraordinaire. Sur scène, il est le plus grand. Sur disques, Elvis alterne rock, blues, gospel et même chansons de Noël. Il entre ainsi dans chaque foyer américain. Il bat dans le cœur de chaque Américain. Chacun peut se retrouver en Elvis, chacun aime un morceau d'Elvis.
En une seule année, l'association Elvis-Parker produit des revenus de plus de vingt millions de dollars.
Petit à petit, Parker va isoler Elvis et faire de lui la star la plus chère du monde. Mais si les télévisions nationales veulent avoir Elvis dans leurs émissions, il faudra qu'elles paient des sommes énormes. Il en va de même avec les organisateurs de concerts qui n'ont plus les moyens d'engager la star. En fait, le but de Parker est d'enfermer Elvis à Hollywood et de lui faire tourner des films à bon marché et aux recettes maximales. Il deviendra ainsi le produit hollywoodien le plus rentable du cinéma américain dans les années 1960.

### Les années de doute
Alors qu'Elvis Presley effectue son service militaire en Allemagne, Parker travaille à signer des contrats avec Hollywood. Il souhaite que Presley abandonne provisoirement sa carrière de rocker au profit d'une carrière à Hollywood. Il signe pour Elvis un contrat de sept ans avec le producteur Hal B. Wallis. Elvis fera trois films par an et touchera plus de 1 million de dollars par film, plus des pourcentages sur les recettes.
Elvis a une telle cote auprès de ses millions de fans que ses premiers films n'ont aucun mal à se hisser aux sommets du box-office avec des recettes de plus de cent millions de dollars.

### Triomphe à Las Vegas
À la fin de 1968, le contrat avec la MGM achevé, Elvis fait son retour à la télévision dans un spectacle de Noël qui a un retentissement énorme et relance sa carrière. Ce retour à la popularité ne peut être attribué à Parker qui souhaitait qu'il participe simplement à un show traditionnel de Noël, vêtu d'un smoking, car le producteur de l'émission, Steve Binder, exige et obtient le costume de cuir noir des débuts du rocker et un accompagnement minimal.
Parker décide d'installer Elvis, redevenu superstar, à Las Vegas. Elvis Presley va ainsi suivre les traces des grands showmen des casinos de Las Vegas Frank Sinatra, Liberace, Dean Martin...
Après trois ou quatre années triomphales à Las Vegas, où chacun de ses shows est joué à guichets fermés, Elvis va, comme il l'a fait à Hollywood des années plus tôt, se lasser de cette routine, et sa carrière va prendre un autre tournant. La monotonie de ses shows à Las Vegas va le faire tomber dans une sorte de torpeur et de mélancolie morbide. Sa vie privée va également en souffrir. Il divorce d'avec Priscilla, est privé de sa fille et abuse de médicaments.
En 1969, Loanne Parker (1935-2020), la secrétaire du « colonel », devient sa compagne et sa femme en 1970.
En 1973, Parker place Elvis à Las Vegas en organisant un Été avec Elvis au Hilton Hotel. Ce sera la dernière contribution du « Colonel » pour Elvis en tant qu'impresario.

### L'après-Elvis Presley
Le 16 août 1977, Elvis Presley meurt d'une crise cardiaque chez lui à Memphis. Avec sa mort subite, Elvis laisse le colonel avec des dizaines de contrats que l'impresario doit dédommager. La situation est si critique que Parker décide de mettre en faillite sa société, la BoxStar, et vend les droits sur Elvis à Warner Bros. pour la réalisation du film documentaire This is Elvis qui est réalisé en 1981.
Le 14 août 1981, Parker, sur ordre du juge Joseph Evans, est poursuivi en justice par les 3 co-fiduciares chargés de gérer l'héritage d'Elvis avant les 25 ans de sa fille Lisa Marie (son unique héritière). Définitivement relevé de ses fonctions d'agent d'Elvis Presley, en 1983, par jugement, Parker reçoit deux millions de dollars des héritiers pour ne plus jamais s'occuper du « King ».
Le septuagénaire s'installe à Las Vegas où son addiction aux jeux d'argent lui fait perdre beaucoup. Parker est devenu une référence dans le monde du spectacle. Même si sa notoriété n'est plus qu'un souvenir, il n'est pas rare que l'on vienne le consulter pour l’un ou l’autre artiste. C'est ainsi lui qui conseille à René Angélil, mari et agent de Céline Dion, de s'installer à Las Vegas, comme il l'avait fait pour Elvis des années plus tôt.
Interrogé au sujet d'Elvis, Parker dira simplement ces quelques mots : « Nous avons fait du bon boulot ». Critiqué par les fans d'Elvis sur la mauvaise gestion de la carrière du King, Parker répond invariablement : « Si c'est si facile, eh bien ils n'ont qu'à en créer un second ! ». 
Le « Colonel » meurt dans l'indifférence totale[réf. nécessaire] le mardi 21 janvier 1997, après avoir perdu au jeu plus de cinq millions de dollars.

## À l'écran
Le Colonel Parker apparait dans plusieurs fictions audiovisuelles :
- 1979 : Le Roman d'Elvis (Elvis), téléfilm de John Carpenter, interprété par Pat Hingle ;
- 1988 : Elvis and Me, téléfilm de Larry Peerce, interprété par Hugh Gillin ;
- 1993 : Elvis and the Colonel: The Untold Story, téléfilm de William A. Graham, interprété par Beau Bridges ;
- 2005 : Elvis : Une étoile est née (Elvis), mini-série TV, interprété par Randy Quaid ;
- 2016 : Shangri-La Suite, film d'Eddie O'Keefe, interprété par John Carroll Lynch ;
- 2017 : Sun Records, série TV, interprété par Billy Gardell ;
- 2022 : Elvis, film de Baz Luhrmann interprété par Tom Hanks.